# Hubert Hochbruck
Hubert Hochbruck (* 1. Oktober 1930 in Vorst bei Krefeld; † 5. September 2024 in Lorsch) war ein deutscher Maschinenbauingenieur und Eisenbahnexperte. Er war maßgeblich an der Entwicklung moderner Schienenfahrzeuge und Hochgeschwindigkeitszüge beteiligt und prägte die deutsche Bahnindustrie über mehrere Jahrzehnte.

## Ausbildung und akademische Laufbahn
Hochbruck wurde 1930 in Vorst bei Krefeld geboren, wo er auch die Reifeprüfung ablegte. Von 1952 bis 1957 studierte er Maschinenbau mit der Fachrichtung Eisenbahnwesen an der Rheinisch-Westfälischen Technischen Hochschule Aachen. Von 1957 bis Ende 1960 war er dort Assistent am Institut für Schienenfahrzeuge und Fördertechnik unter Professor Fink. 1963 promovierte er zum Dr.-Ing.
Seit dem Wintersemester 1974/75 bis zum Sommersemester 2000 hatte er einen Lehrauftrag an der Technischen Hochschule Darmstadt für die zweisemestrige Vorlesung Eisenbahnfahrzeugbau. Ende 1981 wurde er zum Honorarprofessor ernannt.

## Berufliche Tätigkeit
Am 1. Januar 1961 trat Hochbruck in die Abteilung Bahnen der Firma Brown Boveri & Co. AG (später ABB HENSCHEL AG) in Mannheim ein, zunächst in der technischen Entwicklung, später in der Projektierung und im Verkauf. Er beschäftigte sich intensiv mit Bahnautomatisierung, Fernsteuerung für Bahnen und ab etwa 1970 mit unkonventionellen Verkehrstechniken. Ein Beispiel seiner Arbeit war die Entwicklung eines automatisierten Untertageverkehrs in einer Zechenanlage im Raum Wanne-Eickel.
1966 erhielt Hochbruck Handlungsvollmacht, 1969 wurde er Abteilungsleiter und erhielt Prokura. 1988 wurde er Abteilungsdirektor und Leiter des Fachbereichs Bahnen der ABB HENSCHEL AG.

## Forschung und Verbandsarbeit
Ab 1970 wurde Hochbruck in zahlreiche Fachgremien berufen, darunter:
- Vorsitzender des Birlinghovener Kreises (1970–1974), der ein Forschungsprogramm zum spurgebundenen Landverkehr für das Bundesministerium für Forschung und Technologie (BMFT) erstellte.
- Mitglied des wissenschaftlichen Beirats der Hochleistungsschnellbahn-Studiengesellschaft (HSB) (1970–1972).
- Vorsitzender des technischen Ausschusses der Gesellschaft für Bahntechnische Innovationen (GBI) (1972–1976).

Von 1973 bis 1975 war Hochbruck Vorsitzender des Steuerungskomitees der europäischen Linearmotor-Hersteller und von 1974 bis 1978 Sprecher des Arbeitskreises „Antriebe“ für Hochleistungs-Schnellbahnen.
1978 wurde Hochbruck Geschäftsführer der neu gegründeten Forschungsgemeinschaft Rad/Schiene, die neben der Deutschen Bundesbahn rund 50 Mitgliedsfirmen und Hochschulinstitute umfasste. Unter seiner Leitung wurden bedeutende Forschungsprojekte umgesetzt, darunter:
- Simulation des Zusammenwirkens von Rad und Schiene (Simulationsprogramm Medyna),
- Entwicklung eines verbesserten Schotteroberbaus und einer Festen Fahrbahn,
- Bau und Betrieb des weltweit einzigartigen Rollprüfstands in München,
- Entwicklung und Bau des ICE-Versuchszuges, der 1988 mit 407 km/h einen Weltrekord aufstellte.

Hochbruck führte diese Forschungsgemeinschaft 16 Jahre ehrenamtlich bis zu ihrer Auflösung im Jahr 1994.

## Verbandstätigkeit und Industrieführung
Er spielte eine entscheidende Rolle bei der Gründung des Verbandes der Deutschen Bahnindustrie, der verschiedene Verbände zusammenführte. Von der Gründung am 1. April 1991 bis zu seinem Ausscheiden am 31. Oktober 1994 war er Hauptgeschäftsführer. Unter seiner Leitung entwickelte sich der Verband von anfangs 35 Mitgliedsfirmen zu einer Organisation mit rund 100 Mitgliedern.
Während seiner VDB-Tätigkeit war Hochbruck auch Mitglied des Vorstandes der Deutschen Maschinentechnischen Gesellschaft (DMG) und übernahm später im Ruhestand eine aktive Rolle im Nachwuchsförderungsprogramm.

## Publikationen und wissenschaftliche Arbeit
Hochbruck war Mitglied des Fachwissenschaftlichen Beirates führender Fachzeitschriften, darunter:
- ZEV/Glasers Annalen (ab 1979),
- Elektrische Bahnen (ab 1979),
- Eisenbahntechnische Rundschau (ETR) (1991–1995)[2].

Von 1995 bis 2000 war er Schriftleiter der RTR Railway Technical Review sowie des Jahrbuchs des Bahnwesens. Zudem war er seit 1979 Mitglied des Beirats des technischen Gemeinschaftsbüros des Verbandes der Deutschen Lokomotivindustrie (VDL-TGB GmbH) und ab 1991 dessen Vorsitzender.

## Politisches und gesellschaftliches Engagement
Neben seinen beruflichen Aufgaben engagierte sich Hochbruck 15 Jahre als Stadtverordneter in seiner Wohngemeinde Lorsch in Hessen und übernahm zahlreiche ehrenamtliche Tätigkeiten.

## Ehrungen
Für seine herausragenden Verdienste erhielt Hochbruck mehrere bedeutende Auszeichnungen:
- Beuth-Ehrenmedaille der DMG (2004)[4],
- Bundesverdienstkreuz am Bande (Mai 2015).

Sein Lebenswerk als Initiator, Koordinator und Integrator prägte maßgeblich die Eisenbahnindustrie und das Rad/Schiene-System.